# Belga Légió (Mexikó)

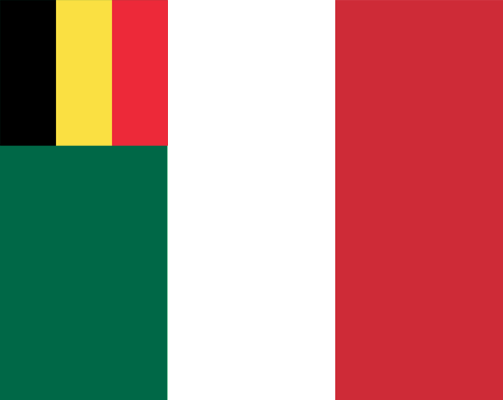
A Belga Légió zászlaja, a belga és a mexikói lobogó egyesítéséből.

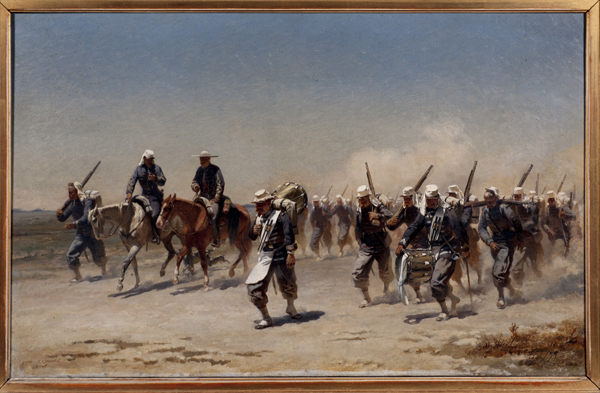
A Belga Légió elcsigázott menetelésben Tacambáro mellett. Charles Dominique Oscar Lahalle olajfestménye 1869-ből.

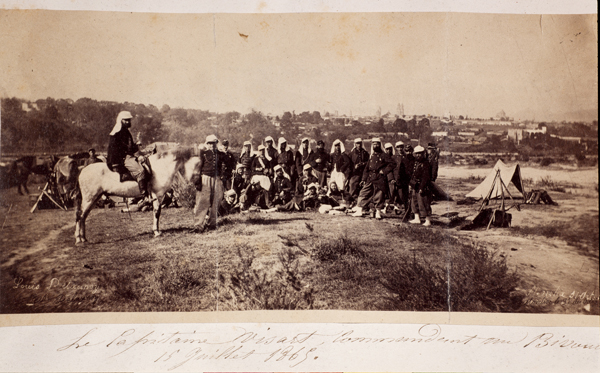
A légió Morelia mellett 1865-ben.

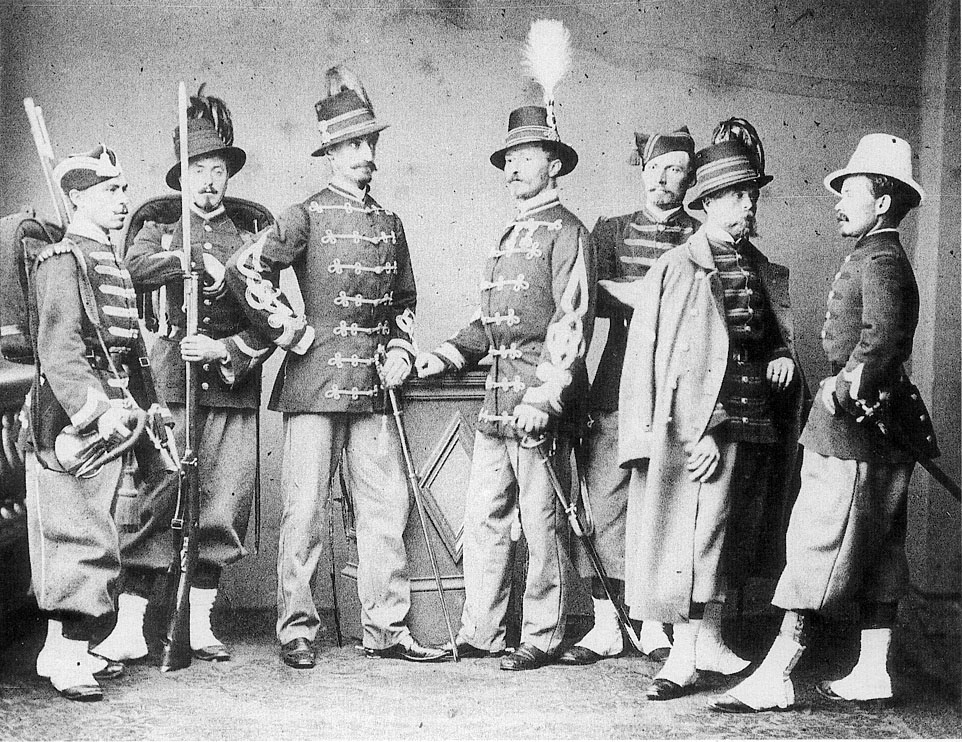
A Belga Légió közlegényei és tisztjei.

A Belga Légiót (hivatalos nevén Belga Expedíciós Hadtest) 1863-ban szervezték, mintegy Mária Sarolta Amélia belga hercegnő szolgálatára szánt fegyveres erőt, amelynek létszáma 1500 fő volt. Sarolta Habsburg Miksa osztrák herceg felesége volt, s férjét III. Napóleon francia császár tette meg Mexikó uralkodójává.
Sarolta maga is unszolta a férjét, hogy fogadja el a franciák által felkínált mexikói trónt. Mexikót még abban az évben okkupálták francia, angol és spanyol csapatok (utóbbi kettő néhány hónapon belül kivonult). Miksa maga is létrehozott egy kizárólag önkéntesekből álló haderőt, amely 6800 osztrákból, 1000 magyarból és 500 lengyelből állt, ezenkívül csatlakozott a herceghez több mint négyszáz egyiptomi és szudáni katona is. Sarolta hercegnének is szolgálatába állt másfélezer vallon és flamand önkéntes. A légió fenntartását az önkéntesek hazájának kormánya finanszírozta, amely gyakorlatilag egyet jelentett Belgium kvázi jelenlétével a mexikói háborúban.
Az önkéntesek egy jelentős része rendelkezett katonai képzettséggel, mivel részint a belga hadseregből kikerült hivatásos katonák voltak. A tisztikar is zömében a hadseregből átigazolt tisztekből tevődött össze. A csapatot hivatalosan összevonták Miksa önkéntes alakulatával, így az alakulat a Mexikói Császárság Osztrák-Belga Önkéntes Csapata nevet kapta, de a belgák nem harcoltak közösen az osztrák-magyar-lengyel önkéntesekkel, hanem a mexikói császári csapatokkal működtek közre a háborúban.
A légió gyalogosokból és lovasokból tevődött össze. A gyalogság gránátosokra és lövészekre oszlott. A légió a belga hadsereg korabeli egyenruháját és fegyvereit használta. A légió főparancsnoka Alfred van der Smissen flamand nemzetiségű alezredes volt.
A Belga Légió három külön oszlopban érkezett meg Mexikóba. Az első, egy 604 fős különítmény 1864. október 16-án indult el. A következő három hónapban a maradék önkéntesek is megérkeztek Mexikóba. Az első jelentősebb összecsapás, amelyben a belgák részt vettek a Tacámbaro melletti csata volt 1865 áprilisában, Közép-Mexikóban és súlyos vereséget szenvedtek. Az ütközetben egy 289 fős csapat leszakadt a mexikói császári csapatoktól és szembekerült a több mint tízszeres túlerőben levő mexikói köztársaságiakkal. A harcban a hadtest parancsnoka Constant Tydgadt őrnagy is elesett. Három hónappal később ugyanitt, a La Loma hacienda közelében a belgák sikert értek el van der Smissen vezetésével Porfirio Díaz csapataival szemben.
Tacambáro után a légió fele hazatért Belgiumba. A csapat fenntartása sok költséget rótt az államra, ezért az egység feloszlatása mellett döntöttek. Az Amerikai Egyesült Államok nagykövete szintén tiltakozását fejezte ki Brüsszelben, mert hivatásos belga katonák harcolnak Mexikóban. A francia csapatok szintén megvonták a támogatásukat Miksától és 1866. december 12-én az utolsó 754 belga önkéntes is elhagyta Mexikót.
Amikor Sarolta 1927-ben meghalt a temetésén néhány még élő belga legionárius vitte az egykori császárné koporsóját.

## Lásd még
- Mexikói Osztrák Önkéntes Csapat